# Anomastrea irregularis
Anomastrea irregularis är en korallart som beskrevs av Marenzeller 1901. Anomastrea irregularis ingår i släktet Anomastrea och familjen Siderastreidae. Inga underarter finns listade i Catalogue of Life.